# Panzertruppen (Bundeswehr)
Die Panzertruppen (im Gegensatz zu Panzertruppe immer Plural) sind im deutschen Heer ein Truppengattungsverbund, der aus folgenden Truppengattungen besteht:
- Panzertruppe
- Panzergrenadiertruppe (bis 1995 Teil der Infanterie)

Die Panzertruppen sind der begriffliche „Nachfolger“ der gepanzerten Kampftruppen, die bis 2005 den gepanzerten und voll mechanisierten Kern der Kampftruppen bildeten. Zuständig für die Ausbildung dieses Truppengattungsverbandes ist der Ausbildungsbereich Panzertruppen in Munster, der quasi die Nachfolge der Panzertruppenschule antrat. Weiterhin ist der General der Panzertruppen zuständig für die Ausbildung der Panzertruppen. Für die Weiterentwicklung der Truppengattung ist seit Juni 2013 das Amt für Heeresentwicklung zuständig. Die Panzertruppen werden unterstützt durch Panzer- und Raketenartillerie sowie Panzerpioniere.